# Erythrops elegans
Erythrops elegans is een aasgarnalensoort uit de familie van de Mysidae. De wetenschappelijke naam van de soort werd in 1863 voor het eerst geldig gepubliceerd door Georg Ossian Sars.